# シコルスキー VS-44

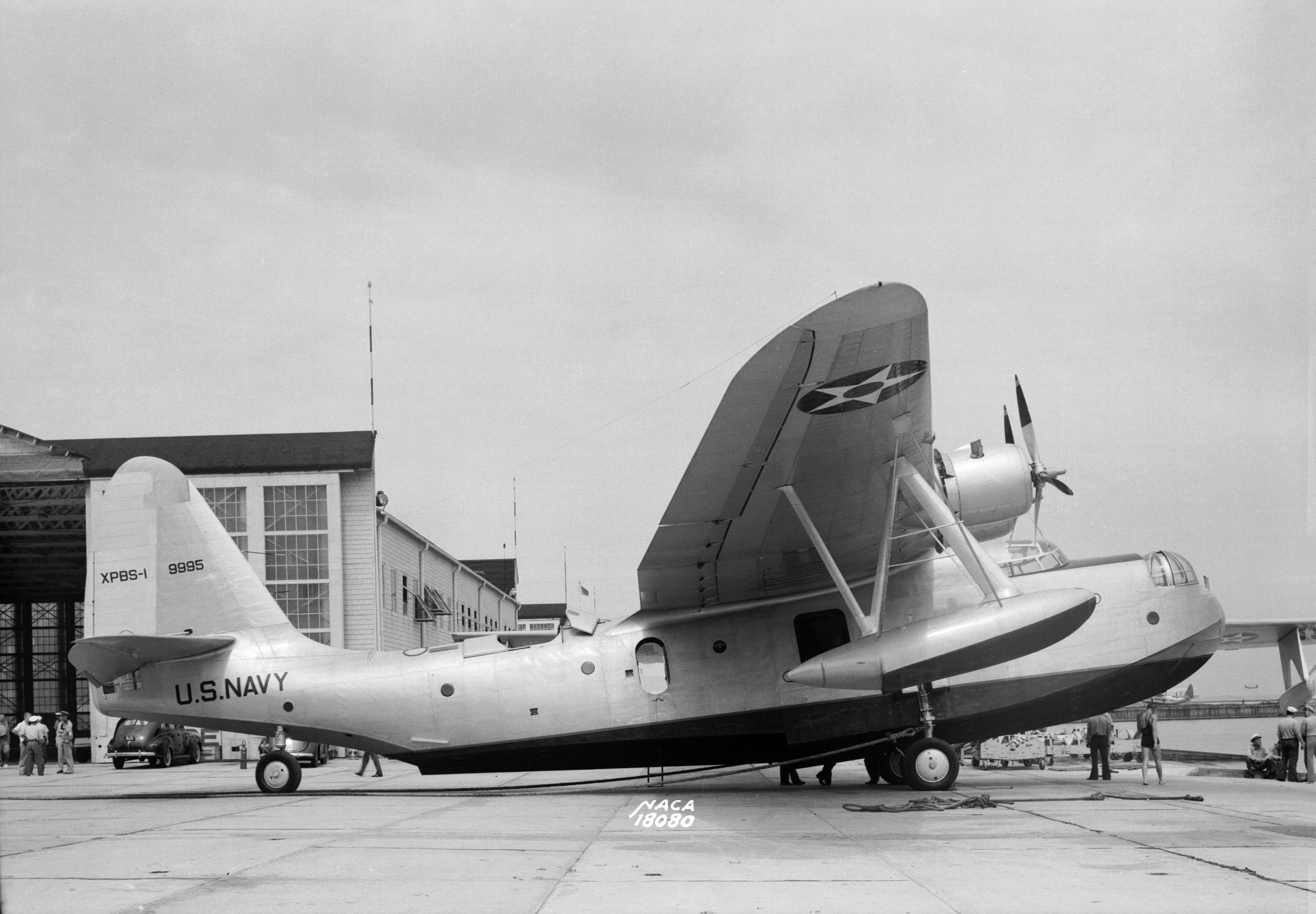
XPBS-1

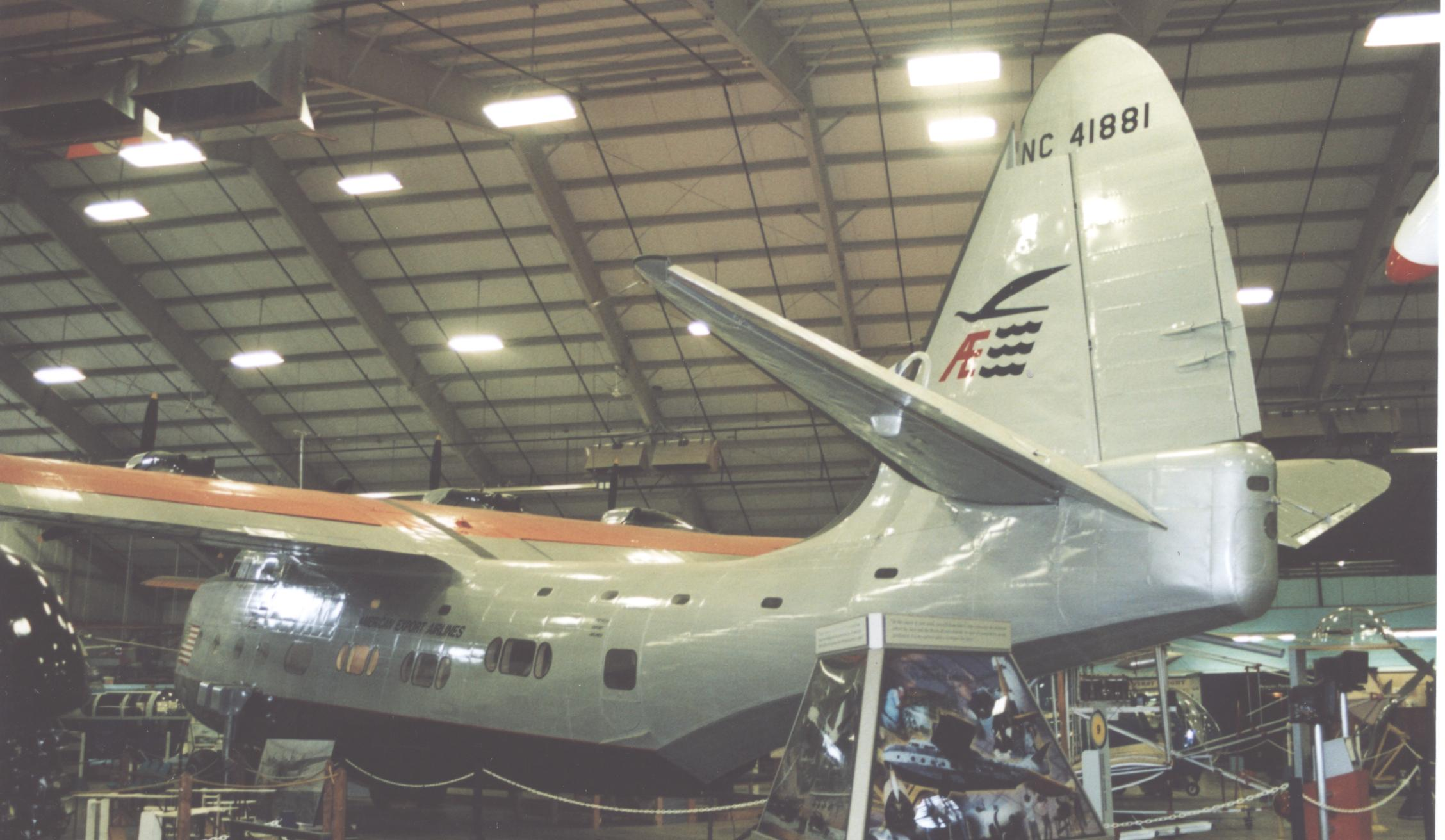
ニューイングランド航空博物館に展示されているSikorsky VS-44 NC41881

シコルスキー VS-44（Sikorsky VS-44）は1930年代はじめに作られた4発の飛行艇である。40人を超える乗客を乗せて、大西洋横断航路で運用する構想で開発された。原型となったアメリカ海軍向けの、XPBS-1のほかに、3機が建造され、Excalibur、Excambian、Exeterと名づけられた。

## 概要
1930年代初めには、大洋横断の航空運行は飛行艇が用いられていた。長い飛行場が不要であり、故障時に着水することができたからである。1919年にアメリカ合衆国に移住して、飛行艇設計の第一人者とされていたイゴール・シコルスキーがユナイテッド・エアクラフトの子会社として設立したシコルスキー・エンジニアリングで設計した。
1935年3月に、アメリカ海軍の新哨戒爆撃機の計画に対して、XPBS-1として、コンソリデーテッド XPB2Y-1と競争試作された。1937年9月9日に初飛行した。1938年に、NACAによる評価が行われたがコンソリデーテッドに敗れた。試作機はヴァージニアやハワイの哨戒で運用され、最終的に、Alamedaの輸送部隊で運用され、1942年に着水事故で失われた。
シコルスキー・エンジニアリングは1940年にチャンスボートに吸収された。XPBS-1をもとに民間用のボート・シコルスキー VS-44が開発された。プラット&ホイットニーの1,200馬力のツイン・ワスプエンジン4基を装備し、1,600馬力のツイン・サイクロンを搭載した競合するボーイング 314 に対して速度で50 km/hあまり、上回り、航続距離も上回った。パンアメリカン航空との契約をねらったが、パンアメリカン航空には採用されなかった。
アメリカン・エキスポート・エアライン（AEA）が3機を発注し、大西洋横断汽船航路で有名であった「Four Aces」という4隻の汽船の名を引き継いで「Flying Aces」として運行され、3機のVS-44はそれぞれExcalibur、 Excambian、 Exeterと命名された。豪華なベッドやドレスルームを備え、食堂やバーが作られ、空調設備が備えられた。
第二次世界大戦が始まると、民間航空路は中断された。アメリカ海軍はAEAの所有する3機のVS-44を徴用し、JR2S-1として、ニューヨークとアイルランド間の人員や貨物の輸送に用いた。Excaliburは1942年に離陸時に墜落し、37人のうち11人の死亡する事故を起こし失われた。
戦後しばらくはAmerican Overseas Airlines、AOAと改名されたAEAで運用された後、Exeterは1946年にウルグアイの会社に売却され、1947年に事故で失われた。1949年にExcambianはメキシコのタンピコ航空に売却され、アマゾンでの貨物運行が計画されたが、うまく行かず機体はペルーのアンコン港に係留され放置されることになった。
1950年代後半に、南カリフォルニアの2人のビジネスマンがExcambianを購入し、ロングビーチに運び、修復をおこなった。Avalon Air Transport (AAT) が運用し、水陸両用機、グラマン グースとともに運用し、マザーグースという名前がつけられた。1967年まではAATは数千人の乗客を運んだ後、1967年に女優のモーリン・オハラの夫の経営するAntilles Air Boats.に売却され、バージン諸島に乗客を輸送するのに使われた。1969年3月に岩礁により損傷をうけて運行を中止し、浜辺に置かれてホットドッグスタンドとして使われることになった。
1976年にExcambianは海軍航空博物館に寄付され、ニューイングランド航空博物館に永久貸与された。シコルスキーで働いていたボランティアに協力によってレストアが行われ、AEAで運用時の姿に復元されている.
。

## 性能諸元
- 全幅　37.79 m
- 全長　24.15 m
- 全高　8.41 m
- 総重量　26.082 kg
- 発動機　 4 × Pratt & Whitney R-1830-S1C3-G, 1200 hp

- 最大速度　257 km/h
- 後続距離　6,116 km